# 207年
| 千纪： | 1千纪                                                                                           |
| 世纪： | 2世纪 \| 3世纪 \| 4世纪                                                                         |
| 年代： | 170年代 \| 180年代 \| 190年代 \| 200年代 \| 210年代 \| 220年代 \| 230年代                       |
| 年份： | 202年 \| 203年 \| 204年 \| 205年 \| 206年 \| 207年 \| 208年 \| 209年 \| 210年 \| 211年 \| 212年 |
| 纪年： | 丁亥年（猪年）；东汉建安十二年                                                                  |

## 大事记
- 中国
  - 曹操接受謀士郭嘉的意見，發輕兵北征，以除袁家之後。
  - 8月，白狼山之戰，曹操派張遼大敗、斬殺烏桓領袖蹋頓。
  - 9月，公孫康斬袁尚、袁熙，將首級送予曹操。
  - 孫權西攻黃祖，徒其民眾。
  - 刘备三顾茅庐，请得诸葛亮。
  - 曹操派曹仁南下襲擊新野，被劉備軍擊退。

## 各国领袖

### 亞洲
- 中國（東漢）
  - 君主：漢獻帝（189年－220年）
  - 實質掌權者: 曹操
  - 主要州牧：曹操、孙权、劉表、劉璋、劉備、公孙康、馬騰
- 乌桓 - 辽西郡乌桓大人楼班、蹋顿（阵亡）、右北平郡乌桓大人乌延、辽东属国乌桓大人苏仆延（以上乌桓大人被公孙康杀死）、上谷郡乌桓大人难楼
- 日本
  - 君主：
    1. 神功皇后（攝政，200年－270年）
- 泰米尔哲罗（Chera）王朝
  - 君主：Yanaikat-sey Mantaran Cheral（201年－241年）
- 亚美尼亚 - 霍斯羅夫一世, 亚美尼亚国王 (198-217)
- 朝鲜半岛 (朝鲜三国)
  - 百济 - 肖古王, 百济王 (166–214)
  - 金官伽耶 - 居登王, 伽耶王 (199-259)
  - 高句丽 - 山上王, 高句丽王 (197–227)
  - 新罗 - 奈解尼師今, 新罗王 (196–230)
- 高加索伊比利亚王国 - Rev I the Just（英语：Rev I of Iberia）, 伊比利亚王 (189-216)
- 贵霜帝国 - 韋蘇提婆一世（Vasudeva I） (c.191-225)
- 奥斯若恩 - Agbgar九世大王（英语：Abgar IX）, 奥斯若恩国王 (177-212)
- 安息帝国 - 沃洛吉斯五世, 帕提亚国王 (c.191-208)

### 欧洲
- 罗马帝国（塞維魯王朝）
  - 君主：塞普蒂米烏斯·塞維魯（193年－211年）

### 非洲
- 库什王朝 (Kush)
  - 君主：
    1. Teritedakhatey国王，（200年－215年）

## 出生
- 劉禪，三國時期蜀漢皇帝，後降晉（271年去世）。64岁

## 逝世
- 蹋顿，東漢末年北方烏桓領袖。
- 烏延，東漢末年北方烏桓酋長。
- 蘇僕延，東漢末年北方烏桓酋長。
- 袁熙，東漢末年群雄袁紹二子。
- 袁尚，東漢末年群雄袁紹三子，繼承父業。
- 郭嘉，曹操麾下重要谋士（170年出生）。37岁